# Aleksander Polus
Aleksander Józef Polus est un boxeur polonais, champion d'Europe amateur en 1937, né le 1er février 1914 à Dortmund et mort le 13 février 1965 à Poznań. 

## Carrière
Durant sa carrière, il représente les clubs de Warta Poznań et Warszawianka. Après avoir remporté le championnat de Pologne trois fois en 1932, 1933 et 1935, il participe aux Jeux olympiques d'été de 1936 où il arrive jusqu'en quart de finale. Il perd ce combat contre Oscar Casanovas qui sera le futur champion olympique. L'année suivante, il devient le premier polonais à remporter le titre de champion d'Europe de boxe.

## Palmarès

### Championnats d'Europe de boxe anglaise
- Médaillé d'or en poids plumes à Milan en 1937

### Championnats de Pologne de boxe anglaise
- Médaillé d'or en poids coqs en 1932 et 1933
- Médaillé d'or en poids plumes en 1935
- Médaillé d'argent en poids plumes en 1936